# 龙卡尔
龙卡尔（西班牙語：Roncal）是西班牙纳瓦拉的一个市镇。总面积39平方公里，总人口331人（2001年），人口密度8人/平方公里。